# Ixalidium
Ixalidium is een geslacht van rechtvleugeligen uit de familie veldsprinkhanen (Acrididae). De wetenschappelijke naam van dit geslacht is voor het eerst geldig gepubliceerd in 1869 door Gerstaecker.

## Soorten
Het geslacht Ixalidium omvat de volgende soorten:
- Ixalidium bicoloripes Uvarov, 1941
- Ixalidium gabonense Brisout de Barneville, 1851
- Ixalidium haematoscelis Gerstaecker, 1869
- Ixalidium sjostedti Kevan, 1950
- Ixalidium transiens Ramme, 1929